# Cookie (NewJeans歌曲)
《Cookie》是韓國女子團體NewJeans的首張迷你專輯《New Jeans》的第三首單曲，也是該專輯的三首主打歌曲之一。

## 背景
2022 年 7 月 22 日，NewJeans意外发布了她们的首张单曲《Attention》的音乐视频，但之前没有透露任何有关该团体的信息。 第二天，NewJeans 宣布她们将于 2022 年 8 月 1 日发行首张同名加长版专辑。它将包含四首曲目，其中包括另外两首单曲。 7月23日，她们的第二张单曲《Hype Boy》发布了五首音乐录影带，其中四首是针对个人成员的。8月1日，该团体发行了她们的首张EP，并附有第三首也是最后一首单曲的音乐录影带， “Cookie”。

## 作品
《Cookie》由 Gigi、Ylva Dimberg 和 Park Jin-su 创作，并负责编曲。 这首歌是一首具有 R&B 和流行音樂 的歌曲，以泽西俱乐部 为基础，以最小的嘻哈节奏为特色。 《Cookie》以C大调创作，节奏为每分钟157拍。

## 評價
Pitchfork 的 Joshua Minsoo Kim 认为《Cookie》是 EP 中“最有趣的选曲”，称其为“关于追求暗恋对象的轻松节奏”。乔恩·卡拉马尼卡 (Jon Caramanica) 为《纽约时报》撰稿，将这首歌列入 2022 年 22 首最佳歌曲排行榜第 11 位，称赞“它轻松自在——没有极端主义，没有戏剧性”。 他指出，NewJeans通過在“Cookie”上使用泽西俱乐部音樂，“利用其當代參考點為復古理念服務”。 IZM的韓成賢將這首歌定義為“下一步棋的小實驗，並對“奇怪”的歌詞和“俗氣”的節奏給予了積極評價。 

### 爭議
这首歌遭到强烈反对，因为有人指控歌词包含性暗示，许多人认为这不适合由青少年组成的团体。 发布时，根据韩国法律，该团体的所有成员均被视为未成年人。在“NME”的评论中，Carmen Chin 指出 “只有由一群 14 至 18 岁的年轻人唱出的抒情暗示令人担忧——听众标记为令人厌恶的一些句子是“看看我的曲奇餅/你闻过它不同吗？ （尝尝）/什么东西咬一口还不够？”和“做了一块曲奇餅/过来看看/我們就待在家來玩吧”。 特别是，“cookie”一词被强调为指女性生殖器的俚语。NewJeans 的经纪公司 ADOR 否认了这些指控，声称这首歌是为歌迷准备的，并不包含性暗示。 根据 ADOR 的说法，他们咨询了“许多英语專家” 文献、口译员和母语人士”一致认为“cookie 并不是广泛使用的性俚语”。他們结论是“该术语本身不会成为问题，尽管其解释可能有所不同”。

## 表現
在韩国，《Cookie》在 2022 年 7 月 31 日至 8 月 6 日的 Circle数字榜 排名第 14 位， 并在 2022 年 9 月 11 日至 17 日最高排名第九。 首歌在 2022 年 10 月 5 日发行的 日本告示牌排行榜上排名第九。 在新加坡，它在 2023 年 2 月 3 日至 9 日发行的 RIAS 地区排行榜上最高排名第 15 位。 在 2022 年 8 月 18 日的排行榜中，《Cookie》在《越南告示牌》百大單曲榜上最高排名第 21 位。 这首歌在《公告牌》美國除外全球單曲榜最高排名第 198 位。

## 宣傳
8月4日，NewJeans在韩国音乐节目《M Countdown》中首次表演《Cookie》。  NewJeans 在 11 月 26 日举行的2022年甜瓜音樂獎上和 11 月 30 日举行的 2022年MAMA大獎上表演了这首歌以及之前的单曲。

## 榜單表現
| 排行榜（2022-2023年）                   | 最高 排名 |
| --------------------------------------- | --------- |
| 全球（Global Excl. U.S.）               | 198       |
| 日本（《日本公告牌》Heatseekers Songs） | 9         |
| 新加坡（新加坡唱片業協會地区榜）        | 15        |
| 韓國（《告示牌》South Korea Songs）     | 6         |
| 韓國（Circle数字榜）                    | 9         |
| 越南（Vietnam Hot 100）                 | 21        |

| 排行榜（2022年）     | 排名 |
| -------------------- | ---- |
| 韓國（Circle数字榜） | 9    |

| 排行榜（2022年）     | 排名 |
| -------------------- | ---- |
| 韓國（Circle数字榜） | 80   |

## 發行歷史
| 地區 | 日期              | 發行形式               | 廠牌         | 參考  |
| ---- | ----------------- | ---------------------- | ------------ | ----- |
| 全球 | 2022 年 8 月 1 日 | 數位音樂下載 streaming | ADOR YG Plus | [ 2 ] |